# 앙리 피렌

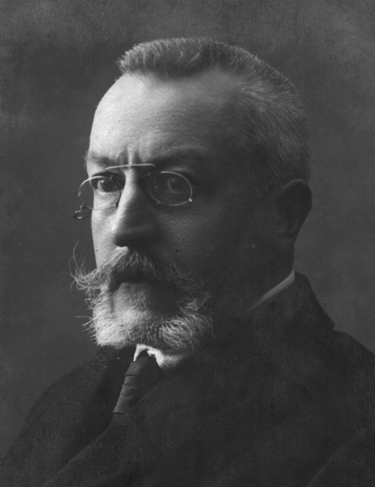
1910년대의 피렌

앙리 피렌(프랑스어: Henri Pirenne, 1862년 12월 23일 ~ 1935년 10월 25일)은 벨기에의 역사학자이다. 프랑스와 벨기에를 중심으로 한 서양 중세사를 연구했으며, 제1차 세계 대전 당시 독일 제국 점령 하의 벨기에에서 비폭력 저항 운동을 이끌기도 하였다.
중세 국가의 형성과 무역 제도를 근거로 피렌 테제라고 알려진 서양 중세의 기원에 독창적인 견해를 제시하였으며, 이 밖에 벨기에 중세사와 중세 도시사에 대한 연구를 남겼다.

## 생애
1862년 12월 22일 벨기에의 베르비에에서 태어났다. 리에주 대학교에 진학해 1883년에 중세 디낭을 주제로 하는 논문을 써서 박사 학위를 받았다. 다음 해에 장학금을 받아 독일로 건너가 라이프치히와 베를린에서 공부했다. 1885년 파리에서 국립 고문서 학교와 파리 고등 연구원에서 수학했다. 1886년 20대 중반의 젊은 나이에 겐트 대학의 교수로 임명되어 중세사와 벨기에 역사를 담당했으며, 1930년 정년퇴직을 할 때까지 이 대학에서 근무했다.
제1차 세계대전은 개인적으로나 학문적으로 피렌에게 큰 영향을 끼쳤다. 1914년 8월 3일 독일군이 벨기에를 침공했고 그의 아들 피에르 피렌이 전사했다. 피렌은 독일 역사가 카를 람프레히트와 학문적으로나 개인적으로 돈독한 관계를 유지하고 있었는데, 람프레히트가 벨기에인들을 독일에 협력하게 하는 사업의 책임자가 되자 그와 절교했다. 독일군은 저명한 역사가인 피렌이 대학에서 강의를 계속하도록 했다. 그러나 피렌은 저항운동에 참여했고, 체포되어 독일로 압송된 1916년부터 종전을 맞은 1918년까지 포로수용소에 수감되었다. 이곳에서 그는 동부전선에서 포로로 잡힌 소련 병사들로부터 러시아어를 배우는 한편, 벨기에 포로들에게 벨기에의 역사를 가르쳤으며, 순전히 기억에 의존해 ≪유럽의 역사≫를 집필했다.
제1차 세계대전은 학문적으로도 피렌에게 큰 영향을 끼친 것으로 알려져 있다. 피렌이 체포되어 심문받을 때 독일군 장교가 왜 독일어를 잘하면서 프랑스어로 답변하는 것을 고집하느냐고 묻자, “나는 1914년 8월 3일 이후 독일어를 잊었다”고 대답했다고 한다. 이 일화에서 알 수 있듯이 1차 대전 이후 그는 ‘게르만주의’에 비판적인 입장을 보였다. 그리고 그는 독일에서 공부할 때 마르크스주의의 영향을 받아 결정론적 관점을 가지고 있었는데, 점차 우연한 사건이나 개인의 역할 등에 중요성을 부여한 것도 1차 대전에 대한 그의 경험에서 비롯되었다고 알려져 있다.
그의 주요 저작은 크게 세 종류로 나눌 수 있다. 첫째, 중세의 개막에 관한 것으로, 대표적인 저작이 바로 ≪마호메트와 샤를마뉴≫다. 피렌은 생전에 자신의 손으로 이 책을 탈고하지 못했다. 그가 죽은 후 제자 베르코트랑이 아직 미완성 상태에 있는 각주 등을 보충한 뒤 그의 아들 자크 피렌이 1937년에 이 책을 출판했다. 둘째, 중세도시에 관한 것으로, 이에 관한 대표적인 저서로 ≪중세도시≫(1927)가 있다. 셋째, 국내에는 잘 알려져 있지 않지만 그는 자신의 모국 벨기에의 역사에 상당한 관심을 가졌던 것으로 알려져 있다. 이에 관한 대표적인 저서로 ≪벨기에의 역사≫(7권, 1899∼1932)가 있다. 이외에 포로수용소에서 집필하기 시작했으나 완성하지 못한 ≪유럽의 역사≫(2권)가 손질을 거친 뒤 (기억에 의존해 썼기 때문에 연도 등은 대부분 괄호로 표시되어 있었다고 한다) 1956년에 뒤늦게 출판되었다.

## 저서
- 《벨기에의 역사》(Histoire de Belgique, 1899–1932) 전 7권
- 《무함마드와 샤를마뉴》(Mahomet et Charlemagne, 1937)